# Арфи
Арфи (фр. Arphy) насеље је и општина у јужној Француској у региону Лангдок-Русијон, у департману Гар која припада префектури Виган.
По подацима из 2011. године у општини је живело 174 становника, а густина насељености је износила 8,32 становника/km². Општина се простире на површини од 20,92 km². Налази се на средњој надморској висини од 500 метара (максималној 1.405 m, а минималној 340 m).

## Демографија
| 1962. | 1968. | 1975. | 1982. | 1990. | 1999. | 2011. |
| ----- | ----- | ----- | ----- | ----- | ----- | ----- |
| 129   | 130   | 86    | 122   | 131   | 173   | 174   |

График промене броја становника у току последњих година